# Kvalifikacije za popunu Druge savezne lige 1962.
U ljeto 1962. po 22 momčadi iz svake republike SFRJ borile su se u kvalifikacijama za 11 mjesta u Drugoj saveznoj ligi 1962./63.

## Sudionici
- Posljednja tri kluba iz Druge savezne lige 1961./62. (jedan iz skupine Zapad, dva iz skupine Istok)
- Devetnaest najboljih klubova u 3. rangu

| rang    | Slovenija                                    | Hrvatska | Bosna i Hercegovina                                                                        | Srbija | Srbija | Srbija                                   | Crna Gora                                 | Makedonija                                 |
| rang    | Slovenija                                    | Hrvatska | Bosna i Hercegovina                                                                        | Vojvodina | Središnja Srbija | Kosovo                                   | Crna Gora                                 | Makedonija                                 |
| ------- | -------------------------------------------- | --- | ------------------------------------------------------------------------------------------ | --- | --- | ---------------------------------------- | ----------------------------------------- | ------------------------------------------ |
| 2. rang |                                              | - Varteks Varaždin 12. u zapadnoj skupini |                                                                                            | - Radnički Sombor 11. u istočnoj skupini                                                                                              | - Radnički Kragujevac 12. u istočnoj skupini |                                          |                                           |                                            |
| 3. rang | - Slovan Ljubljana Slovenska zona: 2. mjesto | - Istra Pula Riječko-pulska zona: 1. mjesto - Segesta Sisak XIV. zona: 1. mjesto - Zagreb Zagrebačka zona: 1. mjesto - Bjelovar III. zona: 1. mjesto - BSK Slavonski Brod Slavonska zona: 1. mjesto - Tekstilac Zadar Dalmatinska zona: 1. mjesto | - Famos Hrasnica Međuzonska liga: 2. mjesto - Leotar Trebinje Hercegovačka zona: 1. mjesto | - Odred Kikinda Vojvođanska liga: 1. mjesto - Bačka B. Palanka Vojvođanska liga: 2. mjesto - OFK Subotica Vojvođanska liga: 3. mjesto | - Jedinstvo Zemun Zonska liga Beograd: 1. mjesto - Metalac Valjevo Posavsko-podunavska zona: 1. mjesto - Borac Čačak Kragujevačka zona: 1. mjesto - Železničar Niš Niška zona: 1. mjesto | - Budućnost Peć Kosovska zona: 1. mjesto | - OFK Titograd Crnogorska liga: 1. mjesto | - Pobeda Prilep Makedonska liga: 1. mjesto |

## Zapad

### 1. krug
| mj. | klub            | ut. | pob. | ner. | por. | gol+ | gol- | bod |
| --- | --------------- | --- | ---- | ---- | ---- | ---- | ---- | --- |
| 1.  | Istra Pula      | 2   | ?    | ?    | ?    | ?    | ?    | ?   |
| 2.  | Tesktilac Zadar | 2   | ?    | ?    | ?    | ?    | ?    | ?   |
| 3.  | Segesta Sisak   | 2   | ?    | ?    | ?    | ?    | ?    | ?   |

| mj. | klub        | ut. | pob. | ner. | por. | gol+ | gol- | bod |
| --- | ----------- | --- | ---- | ---- | ---- | ---- | ---- | --- |
| 1.  | BSK S. Brod | 2   | ?    | ?    | ?    | ?    | ?    | ?   |
| 2.  | Zagreb      | 2   | ?    | ?    | ?    | ?    | ?    | ?   |
| 3.  | Bjelovar    | 2   | 0    | 0    | 2    | 0    | 10   | 0   |

| mj. | klub            | ut. | pob. | ner. | por. | gol+ | gol- | bod |
| --- | --------------- | --- | ---- | ---- | ---- | ---- | ---- | --- |
| 1.  | Istra Pula      | 2   | ?    | ?    | ?    | ?    | ?    | ?   |
| 2.  | Tesktilac Zadar | 2   | ?    | ?    | ?    | ?    | ?    | ?   |
| 3.  | Segesta Sisak   | 2   | ?    | ?    | ?    | ?    | ?    | ?   |

| mj. | klub        | ut. | pob. | ner. | por. | gol+ | gol- | bod |
| --- | ----------- | --- | ---- | ---- | ---- | ---- | ---- | --- |
| 1.  | BSK S. Brod | 2   | ?    | ?    | ?    | ?    | ?    | ?   |
| 2.  | Zagreb      | 2   | ?    | ?    | ?    | ?    | ?    | ?   |
| 3.  | Bjelovar    | 2   | 0    | 0    | 2    | 0    | 10   | 0   |

| Prva momčad    | Ukupno | Druga momčad    | 1. ut. | 2. ut. |
| -------------- | ------ | --------------- | ------ | ------ |
| Famos Hrasnica | 4:1    | Leotar Trebinje | 1:1    | 3:0    |

### Baraž
Drugoligaš Varteks Varaždin ulazi u polufinale.
| Prva momčad      | Ukupno  | Druga momčad     | 1. utakmica | 2. utakmica |         |         |         |         |
| 1. kolo          | 1. kolo | 1. kolo          | 1. kolo     | 1. kolo     | 1. kolo | 1. kolo | 1. kolo | 1. kolo |
| ---------------- | ------- | ---------------- | ----------- | ----------- | ------- | ------- | ------- | ------- |
| Zagreb           | 3:2     | Tesktilac Zadar  | 2:0         | 1:2         |         |         |         |         |
| Polufinale       |         |                  |             |             |         |         |         |         |
| Zagreb           | 1:2     | Varteks Varaždin | 1:0         | 0:2         |         |         |         |         |
| Leotar Trebinje  | 3:6     | Slovan Ljubljana | 1:2         | 2:4         |         |         |         |         |
| Finale           |         |                  |             |             |         |         |         |         |
| Slovan Ljubljana | 0:5     | Varteks Varaždin | 0:2         | 0:3         |         |         |         |         |

Varteks Varaždin zadržava svoje mjesto u Drugoj saveznoj ligi – Zapad.

## Sjever
Prvih troje klubova iz Vojvodine (Odred, Bačka i Subotica) i dvoje iz sjeverne Srbije (Valjevo i Zemun) natječu se za tri mjesta u Drugoj saveznoj ligi – Istok.
| Prva momčad      | Ukupno         | Druga momčad    | 1. utakmica | 2. utakmica |         |         |         |         |
| 1. kolo          | 1. kolo        | 1. kolo         | 1. kolo     | 1. kolo     | 1. kolo | 1. kolo | 1. kolo | 1. kolo |
| ---------------- | -------------- | --------------- | ----------- | ----------- | ------- | ------- | ------- | ------- |
| OFK Subotica     | 3:3 (3:2 pen.) | Metalac Valjevo | 2:2         | 1:1         |         |         |         |         |
| Finale           |                |                 |             |             |         |         |         |         |
| OFK Subotica     | 5:3            | Jedinstvo Zemun | 3:1         | 2:2         |         |         |         |         |
| Bačka B. Palanka | 5:4            | Odred Kikinda   | 5:3         | 0:1         |         |         |         |         |
| Baraž            |                |                 |             |             |         |         |         |         |
| Jedinstvo Zemun  | 7:4            | Odred Kikinda   | 5:1         | 2:3         |         |         |         |         |

## Jug
Za tri mjesta u Drugoj saveznoj ligi – Istok sudjeluju dvije ekipe s juga Srbije (Borac i Železničar) te pobjednici Kosova (Budućnost Peć), Crne Gore (OFK Titograd) i Makedonije (Pobeda).
| Prva momčad  | Ukupno  | Druga momčad   | 1. utakmica | 2. utakmica |         |         |         |         |
| 1. kolo      | 1. kolo | 1. kolo        | 1. kolo     | 1. kolo     | 1. kolo | 1. kolo | 1. kolo | 1. kolo |
| ------------ | ------- | -------------- | ----------- | ----------- | ------- | ------- | ------- | ------- |
| ?            | ?       | Pobeda Prilep  | ?           | ?           |         |         |         |         |
| Finale       |         |                |             |             |         |         |         |         |
| OFK Titograd | 0:5     | Buducnost Peć  | 0:2         | 0:3         |         |         |         |         |
| Borac Čačak  | ?       | Železničar Niš | 2:2         | ?           |         |         |         |         |
| Baraž        |         |                |             |             |         |         |         |         |
| OFK Titograd | 3:7     | Borac Čačak    | 3:1         | 0:6         |         |         |         |         |

## Posljednje kvalifikacije
Na kraju su ekipe eliminirane u baražu (Odred i Borac) imale još jednu priliku: igrale su protiv dvije posljednjeplasirane momčadi Druge savezne lige – Istok 1961./62. (Radnički Sombor i Radnički Kragujevac) za posljednje slobodno mjesto u Drugoj saveznoj ligi – Istok 1962./63.
| Radnički Sombor     | 4:2 | Odred Kikinda   | 2:1 | 2:1 |
| Radnički Kragujevac | n/o | OFK Titograd    | n/o | n/o |
| Finale              |     |                 |     |     |
| Radnički Kragujevac | 9:1 | Radnički Sombor | 2:1 | 7:0 |

OFK Titograd, svjestan svojih šansi (nikakvih), napustio je kvalifikacijsko natjecanje, zbog čega ga je Natjecateljska komisija FSJ, neposredno prije početka nove sezone 1962./63. (u crnogorskoj ligi), kaznila s četiri utakmice neigranje.

## Unutrašnje poveznice
- Druga savezna liga Jugoslavije u nogometu 1961./62.
- 3. ligaški rang 1961./62.

## Vanjske poveznice
- HRnogomet
- SISTEM TAKMIČENJA U JUGOSLAVIJI 1955.-1962.
- Vremeplov 4: Ligaška takmičenja od 1945-1992. godine
- rsssf.com